# Song Jin-hyung
Song Jin-hyung (Seoel, 13 augustus 1987) is een Zuid-Koreaans voetballer die doorgaans als aanvallende middenvelder speelt. Hij verruilde Sharjah in juli 2017 voor FC Seoul. Song debuteerde in 2012 in het Zuid-Koreaans voetbalelftal (mannen).
Voor Song in eigen land debuteerde als betaald voetballer, doorliep hij de jeugdopleiding van Internacional. Behalve voor zijn clubs en het nationale team speelde Song van 2005 tot en met 2007 negentien wedstrijden voor de Zuid-Koreaanse selectie –20. Daarin scoorde hij zes keer. Hij vertegenwoordigde zijn land op onder meer het WK voetbal –20 van 2007. Song spreekt naast Koreaans ook Portugees.